# Grote Molenbeek (Vlaams-Brabant)
De Grote Molenbeek ontspringt in het noorden van de Belgische provincie Vlaams-Brabant uit een bron te Kobbegem (Asse) op een hoogte van 70 m boven de zeespiegel. Ze daalt vrij snel tot 50 meter te Mollem (Asse), 20 meter in Merchtem, 15 meter te Londerzeel, 7 meter te Lippelo en vloeit samen met de Vondelbeek-Klaverbeek in Oppuurs. Vanaf daar verandert de naam in de Vliet. Op de Vliet bevindt zich in Eikevliet (Bornem) het molenhuis van de verdwenen 16e-eeuwse getijdemolen Watermolen van Eikevliet. De Vliet mondt uiteindelijk uit in de Rupel te Eikevliet.

De Grote Molenbeek heeft een stroomgebied met een oppervlakte van 67,55 km².
 Ze behoort tot het Beneden-Scheldebekken, wat een deel is van het stroomgebied van de Schelde.
 De waterloop stroomt parallel aan de Kleine Molenbeek, van zuid naar noord. Beide waterlopen zijn amper 1 à 2 kilometer van elkaar verwijderd.
Op de Grote Molenbeek liggen ook de drie watermolens van Londerzeel, de drie watermolens van Merchtem, waaronder de nog functionerende watermolen van Mollem(Asse) op het grondgebied van Brussegem (Merchtem) in de Neerkamstraat. Ook de Ichelgemmolen van de Trappenhoeve in Mollem ligt op de Grote Molenbeek.

## Waterbeheer
De Grote Molenbeek is vanaf de bron een onbevaarbare waterloop van categorie 2 tot in Steenhuffel, waardoor het beheer van haar bovenloop door de provincie Vlaams-Brabant moet gebeuren.

Vanaf Steenhuffel tot de monding in Eikevliet, is het een waterloop van categorie 1, waardoor het wordt beheerd door de Vlaamse Milieumaatschappij (VMM).

### Debietbeheer
Het debiet en de waterstand worden opgevolgd in de twee automatische meetstations van het Hydrologisch Informatiecentrum;
- Marselaerdreef, Londerzeel-Malderen.
- Maurits Sacréstraat, Merchtem.

Bijna elke winter zijn er overstromingen vanaf Steenhuffel tot de gehuchten Plas en Moorhoek, het Malderse gehucht Herbodin en de Londerzeelse gehuchten Sneppelaar en Zwaantje.

Lijst van de geplande werken stroomopwaarts vanaf de Herbodinnenmolen (Herbodin, Malderen):
- Inrichten van een actief overstromingsgebied aan Moorhoek te Steenhuffel (A 1.2.9).
- Even voorbij de Marselaersmolen (Bontestraat, Steenhuffel) volgt een uitbreiding en verdere inrichting van het actieve overstromingsgebied tussen de Grote Molenbeek en de Lindebeek te Merchtem (A 1.2.8) (Robbroekhoeve, Merchtem).
- Buffering aan de Beekkant en de Puttebeek te Merchtem.
- Buffering van de Grote Molenbeek op de grens van Mollem en Merchtem, aan Pastoor De Munterstraat (Asse) wordt gepland door Aquafin.
- Buffering door aanleg van een wachtbekken langs de Krameibeek te Mollem.
- Buffering langs de Bollebeekvliet en de bovenloop van de Vliet (Bollebeekstraat, Asse).

Buffering kan worden bekomen door een stuw te plaatsen die het water ophoudt. Maar om de vismigratie te vrijwaren zijn dan vistrappen noodzakelijk.
 Een extra buffer kan men ook creëren door hermeandering van de waterloop. Het opgehouden volume neemt toe doordat de lengte van de waterloop toeneemt bij gelijk blijvend profiel. Dankzij de extra lengte, verlaagt ook de hellingsgraad en zo ook de stroomsnelheid. Met hermeandering wordt dus meer water, langer opgehouden.

### Ecologie
Voor het wegwerken van de vismigratieknelpunten op de Vliet - Grote Molenbeek bij de uitvoering van infrastructuurwerken is 500.000 euro voorzien (A 3.4.10), hoewel het in de planning van VMM geen prioritaire waterloop is voor vismigratie.

De geplande buffering en overstromingsgebieden zullen pas in gebruik worden genomen van zodra de 3 geplande waterzuiveringen van Londerzeel, Merchtem en Asse-Bollebeek in werking zijn.

Bestrijden van invasieve waterplanten volgens het gezamenlijk bestrijdingsplan dat werd uitgewerkt door de CIW (en dit voor alle categorieën van waterlopen en voor de waterwegen)
(A 3.4.8)

## Kleine waterkracht

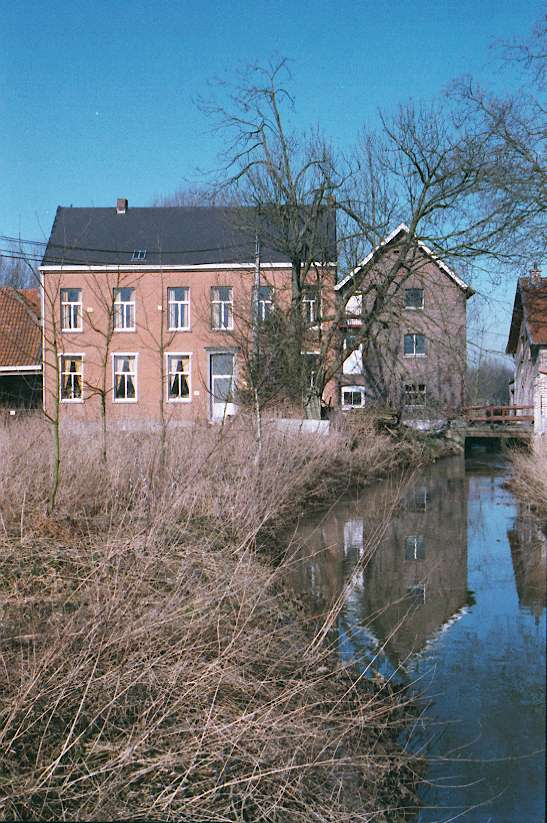
Herbodinnemolen op de Grote Molenbeek te Malderen

De waterkracht van Grote Molenbeek wordt al eeuwenlang gebruikt voor het aandrijven van 7 watermolens. Ze blijft ook vandaag geschikt voor het opwekken van elektriciteit door middel van kleine waterkracht. Dat bewijst de nog functionerende watermolen van Mollem in de Neerkamstraat te Brussegem(Merchtem), met een Francisturbine uit 1941. De geplande overstromingsgebieden en de bijkomende buffergebieden zullen niet alleen overstromingen helpen voorkomen. Ze zullen ook bijdragen tot een meer constant debiet bij het weer vrijgeven van het gebufferde water. Het gemiddelde debiet zal ook verhogen omdat alle neerslag van stortbuien nu door de beekbedding zal stromen en dus niet langer door overstromingen langs velden en wegen. Het hogere en constantere debiet maakt kleine waterkracht met turbines en waterraden voor elektriciteitsproductie veel rendabeler.
| Marselaersdreef, Malderen | 0,620 | 0,670 | 0,670 | 0,480 | 0,630 | 0,790 | 0,584 | 0,462 | 0,521 |

Potentieel aan elektrische energie : "valhoogte × 9,81 × debiet × rendement rad × rendement tandwielkast × rendement generator"
"valhoogte × 9,81 × debiet × 0,75 × 0,97 × 0,90"
| potentieel aan energie per meter valhoogte | 2012   | 2011   | 2010   | 2009   | 2008   | 2007   | 2006   | 2005   | 2004   |
| ------------------------------------------ | ------ | ------ | ------ | ------ | ------ | ------ | ------ | ------ | ------ |
| Vermogen kW                                | 4,30   | 3,98   | 3,98   | 3,08   | 4,05   | 5,07   | 3,75   | 2,97   | 3,35   |
| Energie kWh per jaar                       | 37.668 | 34.860 | 34.860 | 27.000 | 35.450 | 44.450 | 32.860 | 26.000 | 29.310 |
| Waarde in € bij 0,2 €/kWh                  | 7.530  | 6.970  | 6.970  | 5.400  | 7.090  | 8.890  | 6.570  | 5.200  | 5.860  |

Zoals u onder "ecologie" kan lezen is voor vismigratie 500.000 euro voorzien.
"De problematiek van de vismigratie is een belangrijke horde die de kleine waterkracht in Vlaanderen, en overigens in heel Europa, zal moeten nemen. Werkende centrales stuwen het water op: dit zijn hindernissen voor stroomopwaarts trekkende vissen: vistrappen en vooral de aanleg van natuurlijke omlopen kunnen hier een oplossing bieden. Voor stroomafwaarts migrerende vissen is het noodzakelijk om uit de turbines te blijven: hiervoor bieden roosters en visafweersystemen een deel van de oplossing. Waterwielen en waterschroeven blijken niet echt een probleem voor stroomafwaarts migrerende vissen te vormen. In die zin zullen op onbevaarbare waterlopen wellicht geen nieuwe turbines verschijnen en zullen aan beschermde watermolens vooral waterwielen een (bescheiden) rol kunnen spelen."

## Toerisme
De fietsroute "Noordwest-Brabant: Molenbeekroute" volgt beide molenbeken en loopt langsheen de belangrijkste bezienswaardigheden. De route is 31 km lang en beperkt zich tot de middenloop van de Grote Molenbeek (Van Merchtem tot Lippelo). Daardoor zijn er geen grote hoogteverschillen en is de route ook geschikt voor niet-geoefende fietsers.

In Asse wandelen twee 11 km lange routes, Vlietbronnenwandeling en Grote Molenbeekwandeling , rond de bovenloop van de Grote Molenbeek.

Meer informatie en de bezoekuren van de watermolens van Puurs, Londerzeel, Merchtem en Asse vindt u bij "MOLENZORG VLAANDEREN vzw"